# Salpicón de vaca
El salpicón de vaca es un plato tradicional de la cocina española. Se compone de una mezcla de tocino de vaca y magro cocidos, ambos revueltos y bien picado (es decir en salpicón), mezclados con cebollas en rodajas, todo ello aliñado con aceite. Se suele servir como ensalada. Al ser muy frecuente durante el siglo de Oro aparece descrito en algunas obras literarias de la época. Siendo la comida típica entre las clases humildes españolas de la época. 

## Historia
Este plato solía presidir las cenas de los nobles castellanos, así como de plebeyos en la cocina de los siglos XVI y XVII. Las referencias que hace Cervantes en su Quijote a esta preparación son varias. Se debe recordar que este plato se elaboraba con las sobras del almuerzo. La carne se picaba y previamente cocida junto con cebolla y bastante sal. A la mezcla se le añadía pimentón.

## Características
Se trata de un plato que emplea carne cocida de vacuno: un pedazo de tocino y otra de carne magra (en proporción de dos de magro, por una de tocino). Se suele hacer jigote todo ello y servirse con cebolla y aceite de oliva. Se suele aromatizar con pimienta y sal gorda. En algunas recetas se menciona el aliño mediante una cierta cantidad de vinagre. En algunas obras de cocina del siglo XIX se menciona una receta refinada en la que se emplea el paladar de la vaca como ingrediente cárnico (paladar de vaca en salpicón). La mezcla así obtenida acaba en horno.

## Apariciones literarias
Al ser un plato muy común en la cocina española durante el siglo XVIII, aparece en numerosas obras literarias. Algunos ejemplos se encuentran en:
- En la novela de la segunda mitad del siglo XVIII titulada: Fray Gerundio de Campazas: alias zotes de José Francisco de Isla, se menciona el salpicón de vaca. En esta aparición el salpicón contiene además huevos duros.
- Es un plato que aparece en algunas ocasiones en el Don Quijote de Cervantes.[5][3]